# Russian Time
Russian Time (spesso scritto anche come RUSSIAN TIME) è una scuderia russa fondata dal manager russo Igor Mazepa e dal team principal della Motopark Academy Timo Rumpfkeil nel 2013. Alla squadra è stato proposto di entrare in GP2 Series per due anni, prima di accettare finalmente nell'anno 2013, decisione seguente a quella dei vertici dell'iSport International di cessare l'attività nella suddetta categoria. Il 18 febbraio 2014, successivamente alla morte di Igor Mazepa, viene annunciato che il rapporto lavorativo tra Russian Time e Motopark Academy si interrompe. Campioni della classifica a squadre nel 2013 e nel 2017, alla fine della stagione 2018 lasciano la categoria e mettono in vendita il team.

## Storia

### GP2/Formula 2
Russian Time fu creata dall'ex pilota ucraino e successivamente manager Igor Mazepa e il team principal della Motopark Academy Timo Rumpfkeil nel 2013. Il team aveva cercato di entrare in GP2 Series due anni prima, ma alla fine fu accettata nel 2013, al posto di iSport International. iSport International si ritirò dalla serie dopo che non era riuscito ad assicurarsi un budget per correre nella stagione successiva e quindi il suo management decise di chiudere il team per evitare la bancarotta.

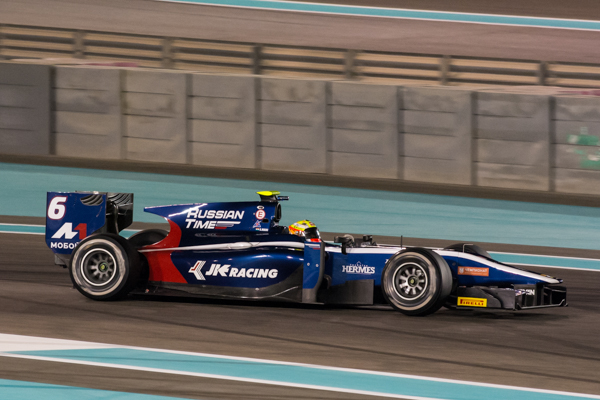
Arjun Maini nel 2017 sul circuito di Abu Dhabi durante i test della F2

La squadra vinse la sua prima corsa già al quarto tentativo, quando Sam Bird vinse gara-2 in Bahrain. Il team replicò questa vittoria a Monte Carlo, con Bird che concluse davanti a Kevin Ceccon dopo che quattordici vetture ebbero un incidente alla prima curva nel primo giro che costrinse nove piloti a ritirarsi. Nel 2014, il team farà il suo debutto in GP3 Series, prendendo il posto della Bamboo Engineering e continuando a partecipare in GP2, nella Formula 3 tedesca e nell'ADAC Formel Masters.
La preparazione per la stagione 2014 fu disturbata dalla morte di Mazepa a causa di complicazioni relativi a una trombosi nel febbraio 2014 e, conseguentemente a questo fatto, il 18 febbraio dello stesso mese venne annunciata l'interruzione del rapporto tra Motopark Academy e Russian Time. Il team si riunisce con iSport International per continuare il programma in GP2 e mette sotto contratto Mitch Evans e Artëm Markelov ma i piani per un approdo in GP3 vengono terminati lasciando tutto alla Hilmer Motorsport.
Nel 2015 Evans e Markelov continuano a correre per il team russo, questa è la prima volta che un team conferma la stessa line-up per l'anno successivo dal 2009 quando la DAMS aveva confermato Kamui Kobayashi e Jérôme d'Ambrosio. Ma il team ha cambiato la gestione da iSport alla Virtuosi Racing. La squadra conclude il campionato in quinta posizione, con due vittorie nella gara di sprint per Evans.
Per la stagione 2016, Markelov viene confermato mentre Raffaele Marciello si unisce al team. Markelov ottiene la sua prima vittoria nella gara di Monaco dopo essere partito quindicesimo in griglia. Marciello termina la stagione in quinta posizione mentre Markelov in decima, il team finisce terzo nel campionato costruttori.
Nel 2017 Marciello lascia il team per approdare nella Blancpain GT Series al suo posto arriva un altro italiano, Luca Ghiotto che affiancherà il russo Markelov al suo quarto anno con il team. Questo è stato l'anno più prolifico per il team che ottiene 6 vittorie, 1 di Luca Ghiotto e 5 di Artëm Markelov che segna anche l'unica pole stagionale. Il team finisce il campionato in prima posizione riportando il titolo che mancava dal 2013, Markelov termina secondo e Ghiotto quarto.
Nella stagione 2018 il team conferma per il quinto anno consecutivo Markelov e ingaggia il giapponese Tadasuke Makino. La stagione si rivela essere peggiore della precedente, con il quarto posto nella classifica per team. Markelov riesce comunque a vincere tre gare, mentre Makino vince la gara di Monza, unico acuto di una stagione altalenante.
Alla fine della stagione 2018 viene annunciato che il team Russian Time non sarà al via nel 2019 e viene messo in vendita.

### GP2 Series
| Anno | Macchina           | Team                 | Piloti             | Gare | Vittorie | Pole | F.L. | Punti | C.P. | C.T. |
| ---- | ------------------ | -------------------- | ------------------ | ---- | -------- | ---- | ---- | ----- | ---- | ---- |
| 2013 | Dallara-Mecachrome | Motopark Academy     | Sam Bird           | 22   | 5        | 2    | 3    | 181   | 2°   | 1°   |
| 2013 | Dallara-Mecachrome | Motopark Academy     | Tom Dillmann       | 22   | 0        | 1    | 2    | 92    | 10°  | 1°   |
| 2014 | Dallara-Mecachrome | iSport International | Mitch Evans        | 22   | 2        | 0    | 1    | 174   | 4°   | 5°   |
| 2014 | Dallara-Mecachrome | iSport International | Artëm Markelov     | 22   | 0        | 0    | 0    | 6     | 24°  | 5°   |
| 2015 | Dallara-Mecachrome | Virtuosi Racing      | Mitch Evans        | 21   | 2        | 0    | 3    | 135   | 5°   | 5°   |
| 2015 | Dallara-Mecachrome | Virtuosi Racing      | Artëm Markelov     | 21   | 0        | 0    | 0    | 48    | 13°  | 5°   |
| 2016 | Dallara-Mecachrome | Virtuosi Racing      | Raffaele Marciello | 22   | 0        | 0    | 0    | 159   | 4°   | 3°   |
| 2016 | Dallara-Mecachrome | Virtuosi Racing      | Artëm Markelov     | 22   | 1        | 0    | 3    | 97    | 10°  | 3°   |

### Formula 2
| Anno | Macchina           | Piloti          | Gare | Vittorie | Pole | F.L. | Punti | C.P. | C.T. |
| ---- | ------------------ | --------------- | ---- | -------- | ---- | ---- | ----- | ---- | ---- |
| 2017 | Dallara-Mecachrome | Luca Ghiotto    | 22   | 1        | 0    | 0    | 185   | 4°   | 1°   |
| 2017 | Dallara-Mecachrome | Artëm Markelov  | 22   | 5        | 1    | 6    | 210   | 2°   | 1°   |
| 2018 | Dallara-Mecachrome | Tadasuke Makino | 24   | 1        | 0    | 0    | 48    | 13º  | 4º   |
| 2018 | Dallara-Mecachrome | Artëm Markelov  | 24   | 3        | 0    | 5    | 186   | 5º   | 4º   |